# Kye Allums
Kye Allums (nascido em 23 de outubro de 1989) é um ex-jogador de basquete universitário do time feminino da Universidade George Washington que em 2010 se revelou um homem trans, tornando-se o primeiro atleta universitário abertamente transgênero da NCAA Division I. Allums é um defensor transgênero, orador, artista e mentor de jovens LGBT.

## Vida pessoal
Allums se formou na Centennial High School em Circle Pines, Minnesota, Estados Unidos. Ele jogou três temporadas como guarda do time de basquete feminino da Universidade George Washington, o George Washington Colonials. Os companheiros de equipe de Allums o chamavam de "Kay-Kay". Allums começou a dizer às pessoas para chamá-lo de "Kye". Ele se revelou um homem trans em 2010. Ele disse ao site de esportes Outsports, "meu sexo biológico é feminino, o que me torna um homem transgênero."
Em maio de 2011, a GWU anunciou que Allums havia decidido deixar o time de basquete da GWU. Ele se formou na Universidade George Washington em 2011 com bacharelado em Belas Artes.
Em 2014, em entrevista à ESPN, Allums disse que havia tentado suicídio.

## Estatísticas de Kye Allums
| Ano     | Equipe     | GP | Pontos | FG%  | 3P%  | FT%  | RPG | APG | SPG | BPG | PPG |
| ------- | ---------- | -- | ------ | ---- | ---- | ---- | --- | --- | --- | --- | --- |
| 2008-09 | Kye Allums | 11 | 35     | 28.6 | 18.8 | 38.1 | 2.2 | 1.3 | 0.2 | 0.1 | 3.2 |
| 2009-10 | Kye Allums | 26 | 193    | 37.8 | 37.1 | 75.0 | 4.6 | 1.1 | 0.8 | 0.2 | 7.4 |
| 2010-11 | Kye Allums | 8  | 54     | 47.4 | 30.0 | 63.2 | 3.4 | 0.6 | 0.6 | 0.3 | 6.8 |
| Career  | Kye Allums | 45 | 282    | 37.7 | 32.7 | 62.5 | 3.8 | 1.0 | 0.6 | 0.2 | 6.3 |

## Advocacia
Allums começou a viajar pelo país para falar sobre a vida de uma pessoa trans. Ele visita escolas, faculdades e universidades para discutir a comunidade transgênero e como é possível ser transgênero e jogar em equipe. Ele dá conselhos sobre como enfrentar agressores quando é trans.
Ele estrelou o documentário de Laverne Cox, The T Word. O filme acompanha jovens transexuais e explica o que eles passam.
Allums produziu um projeto chamado "I Am Enough", que incentiva outros indivíduos LGBTQ a se manifestarem e falarem sobre suas experiências. O projeto permite que indivíduos enviem suas histórias, mostrando assim às pessoas que compartilham as mesmas questões que não estão sozinhas.
Em 2015, ele foi introduzido no National Gay and Lesbian Sports Hall of Fame.

## Trabalho publicado
Allums publicou um livro chamado Who Am I?, que apresenta poemas e cartas que ele escreveu sobre seus pais e sobre si mesmo.